# Ortocentre

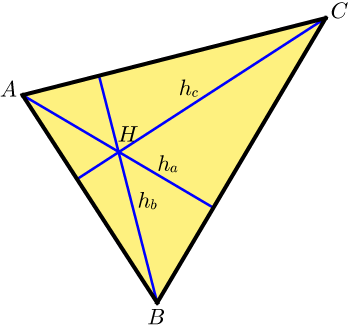
Ortocentre del triangle, intersecció de les tres altures, i

S'anomena ortocentre el punt on es troben les tres altures (o les seves prolongacions) d'un triangle. El terme prové del grec ορθο (orto), recte, en referència a l'angle format entre les bases i les altures. L'ortocentre jau a la recta d'Euler ensems amb el circumcentre i el baricentre del triangle.

### Existència

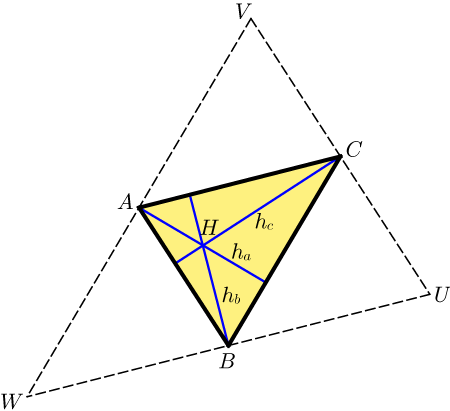
L'ortocentre del triangle és el circumcentre del triangle doble

Vegem que les tres altures d'un triangle es tallen, efectivament, en un punt.Ho deduirem del fet que les tres mediatrius d'un triangle es tallen en un punt, el circumcentre:
A partir del triangle {\displaystyle \triangle ABC}, construim el triangle {\displaystyle \triangle UVW} tot tirant rectes paral·leles als costats del triangle {\displaystyle \triangle ABC} pels respectius vèrtexs oposats. Aleshores, els quadrilàters {\displaystyle ABUC}, {\displaystyle ABCV} i {\displaystyle AWBC} són paral·lelograms perquè tenen costats paral·lels dos a dos. Per tant,
{\displaystyle {\begin{array}{l}AB=VC=CU,\\BC=WA=AV,\\AC=WB=BU\end{array}}}
i els punts {\displaystyle A}, {\displaystyle B} i {\displaystyle C} són, respectivament, els punts mitjans dels costats {\displaystyle VW}, {\displaystyle WU} i {\displaystyle UV} del triangle {\displaystyle \triangle UVW}. D'altra banda, com que les altures {\displaystyle h_{a}}, {\displaystyle h_{b}} i {\displaystyle h_{c}} del triangle {\displaystyle \triangle ABC} són respectivament perpendiculars als costats {\displaystyle BC}, {\displaystyle AC} i {\displaystyle AB}, també ho són a les seves paral·leles, és a dir als costats {\displaystyle VW}, {\displaystyle WU} i {\displaystyle UV} del triangle {\displaystyle \triangle UVW} respectivament, just en els seus punts mitjans. En conseqüència, {\displaystyle h_{a}}, {\displaystyle h_{b}} i {\displaystyle h_{c}} són les mediatrius del triangle {\displaystyle \triangle UVW}, que és tallen en el seu circumcentre, és a dir, en el punt {\displaystyle H}

### Posició segons el tipus de triangle
Si el triangle és acutangle, totes les altures són a l'interior del triangle i, per tant, també hi és l'ortocentre. Si el triangle és obtusangle, hi ha dues altures, les corresponents als costats de l'angle obtús, fora del triangle i, en conseqüència, l'ortocentre és fora del triangle. En un triangle rectangle, però, cada catet és l'altura corresponent a l'altre catet, cosa que fa que l'ortocentre coincideixi amb el vèrtex de l'angle recte.

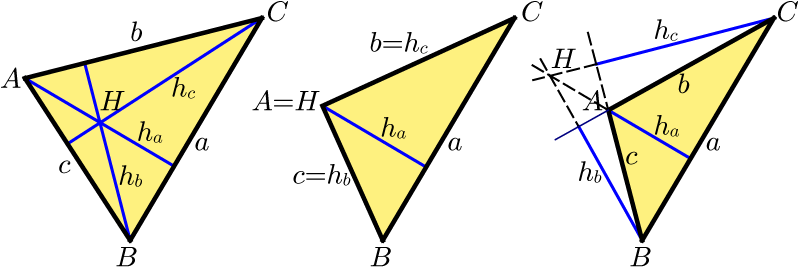
Posicions de l'ortocentre H, segons si el triangle és acutangle, rectangle o obtusangle

### Angles iguals, triangles semblants i quadrilàters cíclics determinats per les altures

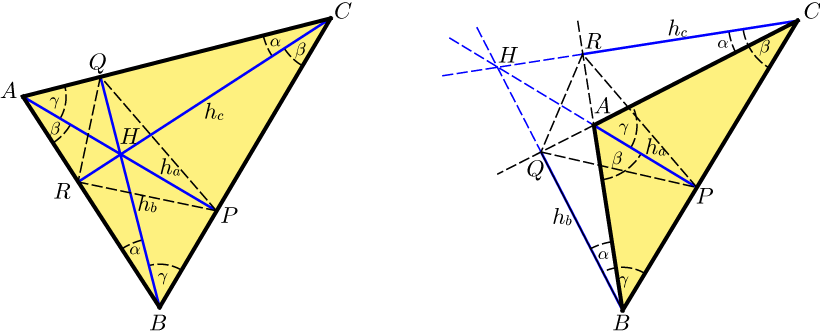
Angles iguals, triangles semblants i quadrilàters cíclics determinats per les altures en un triangle acutangle i en un triangle obtusangle

En els triangles {\displaystyle \triangle ABC}, un acutangle i l'altre obtusangle, els punts {\displaystyle P}, {\displaystyle Q} i {\displaystyle R} són els respectius peus de les altures {\displaystyle h_{a}}, {\displaystyle h_{b}} i {\displaystyle h_{c}} en els costats {\displaystyle a=BC}, {\displaystyle b=AC} i {\displaystyle c=AB} (o prolongacions, en el cas del triangle obtusangle).

#### Angles iguals i triangles semblants
Considerem els triangles rectangles {\displaystyle \triangle ARC} i {\displaystyle \triangle BQA}. Com que ambdós comparteixen l'angle agut {\displaystyle {\widehat {A}}}, els altres dos respectius angles aguts d'aquests dos triangles són iguals: {\displaystyle {\widehat {ACR}}={\widehat {QBA}}=\alpha }, els triangles {\displaystyle \triangle ARC} i {\displaystyle \triangle BQA} són triangles semblants
Fem el mateix amb els triangles rectangles {\displaystyle \triangle BPA} i {\displaystyle \triangle CRB}. Ambdós, també, comparteixen l'angle agut {\displaystyle {\widehat {B}}} i, per tant, els altres dos respectius angles aguts d'aquests dos triangles són iguals: {\displaystyle {\widehat {BAP}}={\widehat {RCB}}=\beta }, i els triangles {\displaystyle \triangle BPA} i {\displaystyle \triangle CRB} són semblants.
Igualment, els triangles rectangles {\displaystyle \triangle CQB} i {\displaystyle \triangle APC} comparteixen l'angle agut {\displaystyle {\widehat {C}}}. Aleshores, els altres dos respectius angles aguts d'aquests dos triangles són iguals: {\displaystyle {\widehat {CBQ}}={\widehat {PAC}}=\gamma }, els triangles {\displaystyle \triangle CQB} i {\displaystyle \triangle APC} són semblants.

#### Quadrilàters cíclics
En el triangle acutangle {\displaystyle \triangle ABC}, els quadrilàters {\displaystyle ARHQ}, {\displaystyle BPHR} i {\displaystyle CQHP} contenen, cadascun d'ells, una parella de vèrtexs oposats que són els peus de dues altures del triangle. Per tant, en aquests vèrtexs, l'angle és recte i la suma dels angles de vèrtexs oposats fa {\displaystyle 180^{\circ }} i, en conseqüència, aquests tres quadrilàters són quadrilàters cíclics.
A més, la igualtat dels angles {\displaystyle {\widehat {ACR}}={\widehat {QBA}}=\alpha } fa que el quadrilàter {\displaystyle BCQR} també sigui cíclic, com ho són {\displaystyle CARP} i {\displaystyle ABPQ} per les igualtats respectives {\displaystyle {\widehat {BAP}}={\widehat {RCB}}=\beta } i {\displaystyle {\widehat {CBQ}}={\widehat {PAC}}=\gamma }.
En el triangle obtusangle {\displaystyle \triangle ABC}, els quadrilàters cíclics són {\displaystyle ARHQ}, {\displaystyle BPAQ}, {\displaystyle CRAP}, {\displaystyle BCRQ}, {\displaystyle CHQP} i {\displaystyle HBPR}.

### Les altures com a cevianes
Les altures d'un triangle són línies cevianes. De les semblances de triangles rectangles {\displaystyle ARC\sim BQA}, {\displaystyle BPA\sim CRB} i {\displaystyle CQB\sim APC}, se'n dedueixen aquestes proporcions:
{\displaystyle {\dfrac {AR}{QA}}={\dfrac {h_{c}}{h_{b}}}\,,\qquad {\dfrac {BP}{RB}}={\dfrac {h_{a}}{h_{c}}}\,,\qquad {\dfrac {CQ}{PC}}={\dfrac {h_{b}}{h_{a}}}}
Aleshores,
i, segons el teorema de Ceva, les tres altures es tallen en un punt: l'ortocentre del triangle.

### Quadrilàters cíclics i existència de l'ortocentre

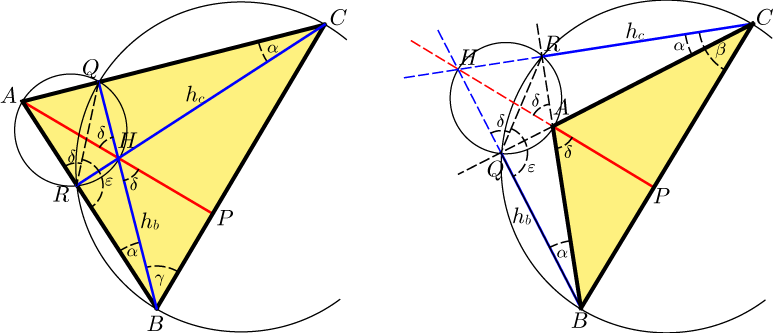
Demostració de l'existència de l'ortocentre amb quadrilàters cíclics en un triangle acutangle i en un triangle obtusangle

L'examen d'alguns dels quadrilàters cíclics que es formen en tirar les altures d'un triangle proporciona encara una altra demostració de l'existència de l'ortocentre. Siguin els triangles {\displaystyle \triangle ABC}, l'un acutangle i l'altre obtusangle, amb al punt {\displaystyle H} com a intersecció de les dues altures {\displaystyle h_{b}} i {\displaystyle h_{c}} Per veure que el punt {\displaystyle H} és l'ortocentre a cada triangle, cal demostrar que la recta que passa pel vèrtex {\displaystyle A}, pel punt {\displaystyle H} i que talla al costat {\displaystyle a=BC} en el punt {\displaystyle P}, és perpendicular al costat {\displaystyle a=BC} en aquest punt {\displaystyle P} i que, per tant, conté la tercera altura del triangle.

#### En el triangle acutangle
Els triangles rectangles {\displaystyle \triangle ARC} i {\displaystyle \triangle BQA} comparteixen l'angle {\displaystyle {\widehat {A}}} i, per tant, els seus altres respectius angles aguts són iguals: {\displaystyle {\widehat {QBA}}={\widehat {ACR}}=\alpha }. Això fa que el quadrilàter {\displaystyle BCQR} sigui cíclic i, aleshores, {\displaystyle \varepsilon =180^{\circ }-{\widehat {C}}}, de manera que {\displaystyle {\widehat {QRA}}=\delta =180^{\circ }-\varepsilon ={\widehat {C}}}.
D'altra banda, en el quadrilàter {\displaystyle ARHQ}, els vèrtexs oposats {\displaystyle R} i {\displaystyle Q} són, respectivament, els peus de les altures {\displaystyle h_{c}} i {\displaystyle h_{b}} i ho són d'angles rectes, la suma dels quals és {\displaystyle 180^{\circ }}. Per tant, aquest quadrilàter és cíclic i {\displaystyle {\widehat {QHA}}={\widehat {QRA}}=\delta }.
Finalment, en el triangle rectangle {\displaystyle \triangle CQB} tenim: {\displaystyle \gamma ={\widehat {CBQ}}=90^{\circ }-{\widehat {C}}=90^{\circ }-\delta } i en el triangle {\displaystyle \triangle BPH} resulta {\displaystyle {\widehat {BHP}}=\delta } i {\displaystyle {\widehat {PBH}}=\gamma =90^{\circ }-\delta }. En conseqüència, el triangle {\displaystyle \triangle BPH} és un triangle rectangle en el vèrtex {\displaystyle P}, l'angle {\displaystyle {\widehat {HPB}}} és recte, {\displaystyle AP} és la tercera altura del triangle {\displaystyle \triangle ABC} i el punt {\displaystyle H} n'és l'ortocentre.

#### En el triangle obtusangle
Els triangles rectangles {\displaystyle \triangle CRA} i {\displaystyle \triangle AQB} comparteixen l'angle suplementari de l'angle {\displaystyle {\widehat {A}}}. Aleshores, els seus altres respectius angles aguts són iguals: {\displaystyle {\widehat {RCA}}={\widehat {ABQ}}=\alpha }. Per tant, el quadrilàter {\displaystyle BCRQ} és cíclic i {\displaystyle \varepsilon =180^{\circ }-\beta }, o sigui que {\displaystyle {\widehat {RQH}}=\delta =180^{\circ }-\varepsilon =\beta }.
A més, en el quadrilàter {\displaystyle ARHQ}, els vèrtexs oposats {\displaystyle R} i {\displaystyle Q} són, respectivament, els peus de les altures {\displaystyle h_{c}} i {\displaystyle h_{b}} i ho són d'angles rectes, la suma dels quals és {\displaystyle 180^{\circ }}. Aquest quadrilàter és, doncs, cíclic i {\displaystyle {\widehat {RAH}}={\widehat {RQH}}=\delta }.
Per acabar, en el triangle rectangle {\displaystyle \triangle CRB} s'esdevé que {\displaystyle {\widehat {B}}=90^{\circ }-\beta =90^{\circ }-\delta } i en el triangle {\displaystyle \triangle BPA} tenim que {\displaystyle {\widehat {PAB}}=\delta } i {\displaystyle {\widehat {B}}=90^{\circ }-\delta }. Per tant, el triangle {\displaystyle \triangle BPA} és un triangle rectangle en el vèrtex {\displaystyle P}, l'angle {\displaystyle {\widehat {BPA}}} és recte, {\displaystyle AP} és la tercera altura del triangle {\displaystyle \triangle ABC} i el punt {\displaystyle H} n'és l'ortocentre.

## El triangle òrtic

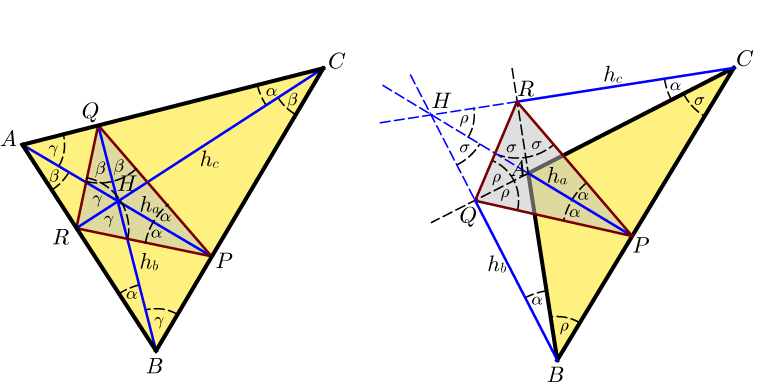
Triangles òrtics en un triangle acutangle i en un triangle obtusangle

Per a un triangle no rectangle, el triangle que té com a vèrtexs els peus de les seves tres altures s'anomena el triangle òrtic del primer. En un triangle rectangle, els catets són dues de les altures i els dos peus respectius coincideixen en el vèrtex de l'angle recte i, per tant, no hi ha triangle òrtic per a triangles rectangles. Les propietats del triangle òrtic divergeixen per a triangles acutangles i triangles obtusangles.

### Triangles acutangles
En el triangle acutangle {\displaystyle \triangle ABC} #ja s'ha vist que els quadrilàters {\displaystyle ABPQ}, {\displaystyle ARHQ} i {\displaystyle BPHR} són quadrilàters cíclics. Aleshores, 
{\displaystyle {\widehat {PAQ}}={\widehat {PBQ}}=\gamma \,,\qquad {\widehat {HRQ}}={\widehat {HAQ}}=\gamma \,,\qquad {\widehat {PRH}}={\widehat {PBH}}=\gamma }
i, per tant, {\displaystyle {\widehat {PRH}}={\widehat {HRQ}}=\gamma }. En conseqüència, l'altura {\displaystyle h_{c}=RC} del triangle {\displaystyle \triangle ABC} és la bisectriu corresponent al vèrtex {\displaystyle R} del triangle òrtic {\displaystyle \triangle PQR}.
De la mateixa manera, amb els quadrilàters cíclics {\displaystyle BCQR}, {\displaystyle BPHR} i {\displaystyle CQHP} es demostra que {\displaystyle {\widehat {QPH}}={\widehat {HPR}}=\alpha } i que l'altura {\displaystyle h_{a}=PA} del triangle {\displaystyle \triangle ABC} és la bisectriu corresponent al vèrtex {\displaystyle P} del triangle òrtic {\displaystyle \triangle PQR}.
Igualment, del fet que els quadrilàters {\displaystyle CARP}, {\displaystyle CQHP} i {\displaystyle ARHQ} són cíclics es dedueix que {\displaystyle {\widehat {RQH}}={\widehat {HQP}}=\beta }, i que l'altura {\displaystyle h_{b}=QB} del triangle {\displaystyle \triangle ABC} és la bisectriu corresponent al vèrtex {\displaystyle Q} del triangle òrtic {\displaystyle \triangle PQR}.
Finalment, els costats del triangle {\displaystyle \triangle ABC} són perpendiculars a les seves altures i, per tant, a les bisectrius del triangle òrtic, del qual en son bisectrius exteriors.
Resulta:
| Les altures d'un triangle acutangle són les bisectrius del seu triangle òrtic i l'ortocentre n'és l'incentre. Els costats del triangle són les bisectrius exteriors del triangle òrtic i els vèrtexs en són els tres exincentres. |

### Triangles obtusangles
En el triangle obtusangle {\displaystyle \triangle ABC} #ja s'ha vist que els quadrilàters {\displaystyle BCRQ}, {\displaystyle BPAQ} i {\displaystyle PCRA} són quadrilàters cíclics. Aleshores, 
{\displaystyle {\widehat {RBQ}}={\widehat {RCQ}}=\alpha \,,\qquad {\widehat {APQ}}={\widehat {ABQ}}=\alpha \,,\qquad {\widehat {RPA}}={\widehat {RCA}}=\alpha }
i, per tant, {\displaystyle {\widehat {APQ}}={\widehat {RPA}}=\alpha }. En conseqüència, l'altura {\displaystyle h_{a}=PA} del triangle {\displaystyle \triangle ABC} és la bisectriu corresponent al vèrtex {\displaystyle P} del triangle òrtic {\displaystyle \triangle PRQ}.
També, de l'examen dels quadrilàters cíclics {\displaystyle CHQP}, {\displaystyle CRAP} i {\displaystyle RHQA} es dedueix que {\displaystyle {\widehat {ARP}}={\widehat {QRA}}=\sigma } i que el costat {\displaystyle c=AB} del triangle {\displaystyle \triangle ABC} és la bisectriu corresponent al vèrtex {\displaystyle R} del triangle òrtic {\displaystyle \triangle PRQ}.
Igualment, com que els quadrilàters {\displaystyle BPRH}, {\displaystyle RHQA} i {\displaystyle BPAQ} són cíclics resulta que {\displaystyle {\widehat {AQR}}={\widehat {PQA}}=\rho }, i que elcostat {\displaystyle b=AC} del triangle {\displaystyle \triangle ABC} és la bisectriu corresponent al vèrtex {\displaystyle Q} del triangle òrtic {\displaystyle \triangle PRQ}.
Finalment, les altures {\displaystyle h_{b}} i {\displaystyle h_{c}} del triangle {\displaystyle \triangle ABC} són perpendiculars, respectivament, als costats {\displaystyle b=AC} i {\displaystyle c=AB} i, per tant, a dues de les bisectrius del triangle òrtic, del qual en son bisectrius exteriors.
Tot plegat fa que:
| Les altures corresponents als costats de l'angle obtús d'un triangle obtusangle són dues bisectrius exteriors del seu triangle òrtic, la tercera altura és la bisectriu corresponent al tercer vèrtex del triangle òrtic i l'ortocentre n'és un exincentre. El vèrtex de l'angle obtús del triangle n'és l'incentre. |